# Меаляда (парафія)
Меаляда (порт. Mealhada; МФА: [mi.ɐ.ˈʎa.dɐ]) — парафія в Португалії, у муніципалітеті Меаляда. Розташована в західній частині країни, на теренах історичної португальської провінції Бейра. Входить до складу округу Авейру. За адміністративним поділом, чинним до 1976 року, терени парафії були складовою провінції Берегова Бейра. Належить до Авейрівської діоцезії Католицької церкви. Патрон — свята Анна. Площа — 9,9885 км². Населення — 4522 ос. (2011). Середньо урбанізований регіон. Густота населення — 452,72 осіб/км²
. Код — 011105.

## Населення
| 1950  | 1960  | 1970  | 1981  | 1991  | 2001  | 2011  |
| 2.242 | 2.414 | 2.509 | 3.112 | 3.032 | 4.043 | 4.522 |